# Toots & the Maytals
I Toots & the Maytals, chiamati in origine semplicemente The Maytals, sono stati uno dei più noti esponenti della scena reggae giamaicana.
I The Maytals rappresentano una figura chiave all'interno della scena reggae. Composti dal leader Frederick "Toots" Hibbert, Nathaniel "Jerry" Matthias, e Raleigh Gordon, tutti nativi di Kingston, i the Maytals furono il primo gruppo ad usare la parola "reggae", citandolo nel brano "Do the Reggay" (1968) prodotto da Leslie Kong.

## Storia
Formatisi nei primi anni sessanta in piena epoca ska, i the Maytals furono conosciuti per la loro miscela di voci e la forte passione per la musica. Lo stile soul di Hibbert poteva essere paragonato a Otis Redding. Inizialmente registrarono del materiale con il produttore Clement "Coxsone" Dodd e il risultato, Hallelujah, offriva una miscela di voci in stile gospel e soul accompagnate dai fiati ed il tipico ritmo giamaicano.
Il gruppo divenne popolare fin dall'inizio, ma dopo aver registrato del materiale con la Studio One, interruppero la collaborazione con Dodd a favore di Prince Buster. Con quest'ultimo il trio incrementò ulteriormente la popolarità sul territorio giamaicano, cominciando a guadagnare consensi anche nel Regno Unito.
I The Maytals iniziarono a collaborare con Byron Lee nel 1966. Famose hit di quest'epoca includevano Dog War, Daddy e Broadway Jungle. Quell'anno Lee e i suoi Dragonaires suonarono come backing band per i The Maytals al Jamaican Festival Song Competition. Il loro brano, Bam Bam, vinse il concorso permettendo loro una rapida ascesa. Occasionalmente, i The Maytals registrarono materiale con altri produttori che, forse per i diritti d'autore, diffusero il materiale della band rinominandola con altri titoli come The Vikings, The Royals e The Flames. 
The Maytals raggiunsero il picco di popularità attorno alla fine del 1966 quando Hibbert venne arrestato per uso e possesso di marijuana e fu condannato al carcere per 18 mesi. Fortunatamente gli altri due Maytals, molto amici di Hibbert, compresero che non era possibile ricreare il loro sound caratteristico senza il loro frontman, così ne aspettarono la scarcerazione. Quando Hibbert fu rilasciato, la band iniziò a collaborare con il leggendario produttore Leslie Kong. Questo era un periodo di transizione per la musica popolare giamaicana, che da rocksteady cominciò a trasformarsi in reggae. I The Maytals cambiarono stile di conseguenza, mantenendo comunque la loro impronta soul e gospel che li aveva resi unici. Durante il periodo in prigione, Hibbert aveva maturato la sua abilità di compositore. Il loro primo singolo con Kong, 54-46 That's My Number, titolo riferito al numero di cella di Hibbert, raccontava della sua esperienza sostenendo di essere stato incarcerato ingiustamente perché era "rastafariano". Questo brano divenne un grande successo in Giamaica e anche in Inghilterra. Altri famosi brani di questo periodo includono Monkey Man e Sweet and Dandy, che portarono i The Maytals ad una seconda vittoria nel 1969 al Festival Song Competition. Uno dei loro brani più noti in assoluto, Pressure Drop, venne inserito nella colonna sonora dello storico film reggae, Più duro è, più forte cade (The Harder They Come).
Dal 1971, non rappresentavano solo la più grande band sull'isola, ma furono anche (grazie ad un contratto con la Island Records di Chris Blackwell) star internazionali. Poco dopo Leslie Kong morì. Crearono quindi una collaborazione con Byron Lee, continuando sulla strada del successo. Fu proprio Lee che decise di rinominarli Toots & The Maytals. Hibbert e il suo gruppo si sciolsero nel 1981. Dopo ciò, Hibbert diede inizio ad una lunga serie di collaborazioni con noti produttori come Sly Dunbar e Robbie Shakespeare ottenendo diversi successi durante gli anni '80.
Hibbert creò dei nuovi Maytals nei primi anni '90 continuando a suonare in giro per il mondo. Alcuni loro brani ("Louie, Louie", 54-46 That's My Number e altre) sono parte della colonna sonora del film "This is England" del regista Shane Meadows (2006).

## Discografia

### Album in studio
- 1963 - Never Grow Old
- 1965 - The Sensational Maytals
- 1969 - Sweet and Dandy
- 1970 - Monkey Man
- 1970 - From the Roots
- 1973 - Funky Kingston
- 1976 - In the Dark
- 1976 - Reggae Got Soul
- 1979 - Pass the Pipe
- 1980 - Just Like That
- 1981 - Knock Out!
- 1995 - Sensational Ska Explosion
- 1997 - Never Grow Old
- 1998 - Ska Father
- 2004 - True Love
- 2005 - World Is Turning
- 2007 - Light Your Light
- 2020 - Got to Be Tough

### Live
- 1975 - Live at Reggae
- 1980 - Live
- 1983 - Live at Reggae Sunsplash
- 1990 - An Hour Live 'Straight from the Yard'
- 1997 - Hour Live
- 1999 - Live in London

### Raccolte
- 1979 - The Best Of Toots And The Maytals
- 1985 - Reggae Greats
- 1988 - Do the Reggae 1966-70
- 1993 - Bla. Bla. Bla.
- 1996 - Time Tough: The Anthology
- 1997 - Recoup
- 1998 - Ska Father
- 2000 - The Very Best of Toots & The Maytals
- 2002 - 54-46 Was My Number: Anthology 1964-2000
- 2005 - Roots Reggae (The Early Jamaican Albums)